# سبعل
سبعل (به عربی: سبعل) یک منطقهٔ مسکونی در لبنان است که در استان شمالی لبنان واقع شده‌است.

## خصوصیات
سبعل   ۶۳۷ متر بالاتر از سطح دریا واقع شده‌است.